# Сулејман Халиловић
Сулејман Халиловић (Оџак, 14. новембар 1955), је бивши југословенски фудбалски репрезентативац.
Каријеру је започео у ФК Јединству из Оџака, да би 1977. године приступио тадашњем друголигашу Динаму из Винковаца за који је наступао седам сезона (1977—84), где је био најбољи играч, два пута најбољи стрелац Друге лиге - запад, 1981 (22 гола) и 1982 (31 гол), а 1983. године и најбољи стрелац Прве савезне лиге с 18 погодака. Годину дана играо је и у дресу београдске Црвене звезде (1984/85), с којом осваја национални куп. Каријеру је завршио у бечком Рапиду (1985-88). У том периоду два пута је освојено првенство Аустрије 1987. и 1988. и једном Куп Аустрије 1987.
Један је од ретких који се успео као играч из друге лиге пробити до репрезентативног дреса. Играо је за младу, олимпијску и А селекцију Југославије. Дебитовао је 23. априла 1983. на пријатељској утакмици у Паризу против Фудбалске репрезентације Француске (0:4), а последњи меч за „плаве“ одиграо је 16. јуна 1984. на Европском првенству у фудбалу 1984. у Лиону Француска против Данске (0:5).
За репрезентацију је одиграо 12 утакмица и постигао 1 гол.

## Наступи за репрезентацију
| #   | Датум              | Место             | Противник   | Резултат  | Такмичење                 |
| --- | ------------------ | ----------------- | ----------- | --------- | ------------------------- |
| 1.  | 23. април 1983.    | Париз             | Француска   | 0:4 (0:2) | Пријатељска               |
| 2.  | 1. јун 1983        | Сарајево          | Румунија    | 1:0 (0:0) | Пријатељска               |
| 3.  | 12. октобар 1983.  | Београд           | Норвешка    | 2:1 (2:0) | Квалификације за ЕП 1984. |
| 4.  | 8. септембар 1983. | Базел             | Швајцарска  | 0:2 (0:0) | Пријатељска               |
| 5.  | 21. новембар 1983. | Загреб            | Француска   | 0:0       | Пријатељска               |
| 6.  | 14. децембар 1983. | Кардиф            | Велс        | 1:1 (0:0) | Квалификације за ЕП 1984. |
| 7.  | 21. децембар 1983. | Сплит             | Бугарска    | 3:2 (1:1) | Квалификације за ЕП 1984. |
| 8.  | 31. март 1984.     | Суботица          | Мађарска    | 2:1 (0:0) | Пријатељска               |
| 9.  | 2. јун 1984.       | Лисабон           | Португалија | 3:2 (2:2) | Пријатељска               |
| 10. | 7. јун 1984.       | Ла Линеа, Шпанија | Шпанија     | 0:1 (0:1) | Пријатељска               |
| 11. | 13. јун 1984.      | Ланс              | Белгија     | 0:2 (0:2) | Европско првенство 1984   |
| 12. | 16. јун 1984.      | Лион              | Данска      | 0:5 (0:2) | Европско првенство 1984   |